# Albert Bielschowsky
Albert Bielschowsky, född 3 januari 1847 och död 21 oktober 1902, var en tysk litteraturhistoriker.
Bielschiwsky är främst känd som författare till en utförlig och värdefull Goethebiografi, Goethe (två band, 1895–1904; två band tillades senare av Th. Ziegler). Den 42:a utgåvan utkom 1922. Bielschowsky skrev även Geschichet der deutschen Dorfpoesie im 13. Jahrhundert (1890).